# Episodi di Star Trek: The Next Generation (quinta stagione)
La quinta stagione della serie televisiva Star Trek: The Next Generation è composta da 26 episodi ed è stata trasmessa in syndication dal 23 settembre 1991 al 15 giugno 1992.
In Italia è andata in onda su Italia 1 dal 2 marzo 1995 al 26 giugno 1995.
| nº | Titolo originale        | Titolo italiano                      | Prima TV USA      | Prima TV Italia  |
| -- | ----------------------- | ------------------------------------ | ----------------- | ---------------- |
| 1  | Redemption: Part 2      | La via di Klingon (seconda parte)    | 23 settembre 1991 | 2 marzo 1995     |
| 2  | Darmok                  | Darmok                               | 30 settembre 1991 | 3 marzo 1995     |
| 3  | Ensign Ro               | Il guardiamarina Ro                  | 7 ottobre 1991    | 4 marzo 1995     |
| 4  | Silicon Avatar          | L'entità di cristallo                | 14 ottobre 1991   | 6 marzo 1995     |
| 5  | Disaster                | Disastro sull'Enterprise             | 21 ottobre 1991   | 7 marzo 1995     |
| 6  | The Game                | Il gioco                             | 28 ottobre 1991   | 8 marzo 1995     |
| 7  | Unification: Part 1     | Il segreto di Spock (prima parte)    | 4 novembre 1991   | 9 marzo 1995     |
| 8  | Unification: Part 2     | Il segreto di Spock (seconda parte)  | 11 novembre 1991  | 10 marzo 1995    |
| 9  | A Matter of Time        | Uno strano visitatore                | 18 novembre 1991  | 11 marzo 1995    |
| 10 | New Ground              | L'onda soliton                       | 6 gennaio 1992    | 13 marzo 1995    |
| 11 | Hero Worship            | Un eroe da imitare                   | 27 gennaio 1992   | 14 marzo 1995    |
| 12 | Violations              | Violenze mentali                     | 3 febbraio 1992   | 15 marzo 1995    |
| 13 | The Masterpiece Society | Una società perfetta                 | 10 febbraio 1992  | 16 marzo 1995    |
| 14 | Conundrum               | Amnesia                              | 17 febbraio 1992  | 17 marzo 1995    |
| 15 | Power Play              | Gioco di potere                      | 24 febbraio 1992  | 18 marzo 1995    |
| 16 | Ethics                  | Questione di etica                   | 2 marzo 1992      | 20 marzo 1995    |
| 17 | The Outcast             | Il diritto di essere                 | 16 marzo 1992     | 21 marzo 1995    |
| 18 | Cause and Effect        | Circolo chiuso                       | 23 marzo 1992     | 22 marzo 1995    |
| 19 | The First Duty          | Il primo dovere                      | 30 marzo 1992     | 23 marzo 1995    |
| 20 | Cost of Living          | Il prezzo della vita                 | 20 aprile 1992    | 21 giugno 1995   |
| 21 | The Perfect Mate        | La donna perfetta                    | 27 aprile 1992    | 1º aprile 1995   |
| 22 | Imaginary Friend        | Un'amica immaginaria                 | 4 maggio 1992     | 23 febbraio 1996 |
| 23 | I, Borg                 | Io, Borg                             | 11 maggio 1992    | 23 febbraio 1996 |
| 24 | The Next Phase          | Un'altra dimensione                  | 18 maggio 1992    | 23 febbraio 1996 |
| 25 | The Inner Light         | Una vita per ricordare               | 1º giugno 1992    | 23 febbraio 1996 |
| 26 | Time's Arrow: Part 1    | Un mistero dal passato (prima parte) | 15 giugno 1992    | 26 giugno 1996   |

## La via di Klingon(seconda parte)
- Titolo originale: Redemption, Part II
- Diretto da: David Carson
- Scritto da: Ronald D. Moore

### Trama
Data Stellare 45020.4. Picard rischia una guerra tra la Federazione e l'Impero Romulano quando coinvolge la Flotta Stellare in una guerra civile tra Klingon. Su una delle navi, infatti, c'è Worf, che si è dimesso dal suo incarico sull'Enterprise D per stare a fianco del suo popolo, e la situazione si complica quando si scopre che le sorelle Lursa e B'Etor Duras sono in combutta con i Romulani, capeggiati da una donna che dichiara di essere la figlia della Tasha Yar che aveva lasciato l'Enterprise D alternativa per andare sull'Enterprise C 24 anni prima.
- Altri interpreti: Whoopi Goldberg (Guinan), Robert O'Reilly (Gowron), Tony Todd (Kurn), Denise Crosby (Sela), Barbara March (Lursa Duras), Gwynyth Walsh (B'Etor Duras), J.D. Cullum (Toral), Mike Hagerty (Larg), Fran Bennett (Shanthi), Nicholas Kepros (Movar), Colm Meaney (Miles O'Brien), Timothy Carhart (Christopher Hobson), Jordan Lund (Kulge), Clifton Jones (Craig), Stephen James Carver (timoniere della Hegh'ta) e Majel Barrett (voce del computer)

## Darmok
- Titolo originale: Darmok
- Diretto da: Winrich Kolbe
- Scritto da: Philip LaZebnik (soggetto); Joe Menosky (soggetto e sceneggiatura)

### Trama
Data Stellare 45047.2. La Federazione riceve da un'astronave tamariana in orbita presso El-Adrel IV una comunicazione che ha tutto l'aspetto di essere un invito, sebbene la struttura della lingua aliena sia sconosciuta. Il capitano Picard riceve ordine di indagare a proposito, ma giunti a destinazione, l'interpretazione della lingua si rivela impossibile. Tuttavia, contando sul fatto che un pericolo comune è quello che ci vuole a creare un rapporto tra due persone, i figli di Tama teletrasportano i capitani delle due navi sulla superficie del pianeta, dove vive un pericoloso essere.
- Altri interpreti: Paul Winfield (Dathon), Colm Meaney (Miles O'Brien), Ashley Judd (Robin Lefler), Richard Allen (primo ufficiale tamariano) e Majel Barrett (voce del computer)

## Il guardiamarina Ro
- Titolo originale: Ensign Ro
- Diretto da: Les Landau
- Scritto da: Rick Berman e Michael Piller (soggetto); Michael Piller (sceneggiatura)

### Trama
Data Stellare 45076.3. L'ammiraglio Kennelly affida all'Enterprise D il compito di risolvere le tensioni con i Bajoriani i quali, fino ad allora, avevano portato solamente attacchi terroristici contro i Cardassiani ma ora, secondo Kennelly, si sono spinti al di fuori del loro sistema e hanno attaccato una postazione federale. L'Enterprise deve contattare Orta, il leader dei terroristi, e proporgli di intavolare delle trattative che si concludano con una soluzione concreta del problema. La guardiamarina Ro Laren, appena processata dalla corte marziale della Flotta, ma scarcerata da Kennelly, viene assegnata all'Enterprise. Ro è un ufficiale dal carattere rude e non desidera né restare a bordo dell'Enterprise, né partecipare alla missione. Ro tuttavia consiglia a Picard di contattare Keeve, leader di una colonia bajoriana priva di tecnologia e con seri problemi di mantenimento della sua stessa gente.
- Altri interpreti: Whoopi Goldberg (Guinan), Michelle Forbes (Ro Laren), Scott Marlow (Keeve Falor), Frank Collison (Gul Dolak), Jeffrey Hayenga (Orta), Ken Thorley (Mot), Cliff Potts (Kennelly), Harley Venton (Collins) e Majel Barrett (voce del computer)

## L'entità di cristallo
- Titolo originale: Silicon Avatar
- Diretto da: Cliff Bole
- Scritto da: Lawrence V. Conley (soggetto); Jeri Taylor (sceneggiatura)

### Trama
Data Stellare 45122.3. Riker, Crusher e Data sono in visita presso la nuova colonia di Melona IV, quando la stessa Entità Cristallina che aveva distrutto ogni essere vivente su Omicron Theta, il pianeta nativo di Data, appare inaspettatamente e attacca il pianeta, costringendo i coloni, insieme ai loro visitatori, a rifugiarsi sottoterra. Al ritorno dell'Enterprise D, il pianeta è ridotto a un ammasso di roccia sterile. Vengono recuperati i coloni e l'equipaggio, guidato dalla dottoressa Marr, comincia a indagare su possibili indizi lasciati dall'entità. Già da subito la dottoressa manifesta la sua ostilità nei confronti di Data, reo di essere il fratello di Lore, colui che ha guidato l'entità cristallina nell'attacco su Omicron Theta, dove aveva trovato la morte il figlio adolescente di Marr. Si scopre anche che l'obiettivo della dottoressa è quello di eliminare l'entità a scopo di vendetta, senza preoccuparsi di capire la sua natura e scoprire se è consapevole di fare del male. La dottoressa Marr, una volta raggiunta l'entità, farà in modo di distruggerla, rivelando un animo meschino e accecato dalla rabbia e dal dolore.
- Altri interpreti: Ellen Geer (dottoressa Kila Marr) e Susan Diol (Carmen Davila)

## Disastro sull'Enterprise
- Titolo originale: Disaster
- Diretto da: Gabrielle Beaumont
- Scritto da: Ron Jarvis e Philip A. Scorza (soggetto); Ronald D. Moore (sceneggiatura)

### Trama
Data Stellare 45156.1. Picard porta tre bambini, vincitori della mostra scientifica della scuola di bordo, in tour per l'Enterprise D. Beverly sta tormentando Geordi, intento a controllare i contenitori di disinfettante, perché partecipi a una audizione per una commedia. Riker, Data, Worf e Keiko, quasi al termine della gravidanza, si stanno rilassando nel bar di prora, mentre O'Brien e Troi stanno lavorando sul ponte di comando. All'improvviso la nave si scontra con dei filamenti spaziali e i sistemi automatici di emergenza isolano le persone dove si trovano. Picard è ferito, bloccato in un turboascensore e può contare solamente sui bambini; Riker si vede costretto a ordinare a Data di rischiare la propria vita nel tentativo di raggiungere la sezione tecnica; Worf deve aiutare Keiko a dare alla luce la sua primogenita quando comincia ad avere le doglie; Geordi e Beverly sono intrappolati tra un incendio e numerose taniche di disinfettante molto instabile. Ognuno si ingegnerà per uscire dalla difficile situazione, mentre Deanna Troi, ufficiale più alto in grado in plancia, dovrà rispolverare le sue doti di comando e far uscire l'Enterprise dalla zona di pericolo.
- Altri interpreti: Rosalind Chao (Keiko Ishikawa), Colm Meaney (Miles O'Brien), Michelle Forbes (Ro Laren), Erika Flores (Marissa Flores), John Christian Graas (Jay Gordon), Max Supera (Patterson Supera), Cameron Arnett (Mandel) e Jana Marie Hupp (Monroe)

## Il gioco
- Titolo originale: The Game
- Diretto da: Corey Allen
- Scritto da: Susan Sackett e Fred Bronson (soggetto); Brannon Braga (sceneggiatura)

### Trama
Data Stellare 45208.2. Wesley Crusher, in permesso dall'Accademia, è in visita sull'Enterprise D; durante la sua permanenza, si diffonde sulla nave un gioco olografico che Riker ha portato dalla sua gita a Risa regalatogli da una bella aliena; il gioco provoca una strana dipendenza in ogni persona che lo utilizza; intanto Data viene disattivato dalla dottoressa Crusher, con la complicità di Riker e Troi. Successivamente cerca di convincere anche il figlio a giocare, ma lui rifiuta perché preso per l'interesse nei confronti di Robin Lefler, una bella e giovane ufficiale, con la quale ha un appuntamento. I due ragazzi, incuriositi dalla strana dipendenza che tutti hanno per il gioco, lo analizzano e scoprono che crea un'assuefazione molto pericolosa, alterando le funzioni cognitive; Wesley nel parla con Picard, senza sapere che anche lui ne è già soggiogato. Capiscono anche perché Data è stato messo fuori uso e cercano di riattivarlo. Si scopre che il gioco è stato creato dagli Ktariani col preciso scopo di assoggettare altre razze. Quando anche Robin viene assoggettata, Wesley è solo contro tutti: viene catturato e costretto a usare il gioco, quando improvvisamente compare Data (riattivato in segreto da Wesley) che, con un impulso luminoso "libera" le menti degli altri ufficiali.
- Altri interpreti: Wil Wheaton (Wesley Crusher), Ashley Judd (Robin Lefler), Katherine Moffat (Etana Jol), Patti Yasutake (infermiera Alyssa Ogawa), Colm Meaney (Miles O'Brien), Diane M. Hurley (guardiamarina) e Majel Barrett-Roddenberry (voce del computer)

## Il segreto di Spock(prima parte)
- Titolo originale: Unification, Part I
- Diretto da: Les Landau
- Scritto da: Rick Berman, Michael Piller (soggetto); Jeri Taylor (sceneggiatura)

### Trama
Data Stellare 45233.1. Uno dei più illustri ambasciatori della Federazione, Spock, è scomparso e, secondo alcune fonti attendibili, si troverebbe su Romulus. A Picard è affidato l'incarico di raggiungere in segreto Romulus e scoprire se Spock abbia disertato. L'Enterprise D si reca su Vulcano, dove Picard fa visita a Sarek, e intanto Riker indaga sul relitto appena recuperato di una nave vulcaniana. Sarek, ormai prossimo alla morte a causa della sindrome di Bendii, suggerisce che Spock possa essere andato in visita da Pardek, un ambasciatore romulano che Spock aveva conosciuto anni prima alla conferenza degli Accordi di Khitomer. Picard, sfruttando l'aiuto che aveva dato a Gowron, si fa prestare una nave con dispositivo di occultamento e si reca su Romulus insieme a Data, dopo aver fatto alterare i loro tratti somatici per sembrare Romulani. Giunti a destinazione, vengono quasi subito fatti prigionieri, per scoprire che dietro il loro rapimento c'è lo stesso Spock.
- Altri interpreti: Leonard Nimoy (Spock), Mark Lenard (Sarek), Joanna Miles (Perrin), Stephen Root (K'Vada), Graham Jarvis (Klim Dokachin), Malachi Throne (senatore Pardek), Norman Large (proconsole Neral), Daniel Roebuck (Jaron), Erick Avari (B'ijik), Karen Hensel (ammiraglio Brackett), Mimi Cozzens (donna della zuppa), Majel Barrett-Roddenberry (voce del computer)
- L'episodio si apre con una schermata in memoria di Gene Roddenberry, scomparso il 24 ottobre 1991, pochi giorni prima della messa in onda originale dell'episodio stesso negli Stati Uniti.

## Il segreto di Spock(seconda parte)
- Titolo originale: Unification, Part II
- Diretto da: Cliff Bole
- Scritto da: Rick Berman e Michael Piller (soggetto); Michael Piller (sceneggiatura)

### Trama
Data Stellare 45245.8. Picard riesce a raggiungere Spock, che si è unito a un movimento teso alla riunificazione tra Vulcaniani e Romulani. Nel frattempo, Riker e il resto dell'equipaggio stanno cercando di risolvere il mistero relativo ad alcune navi vulcaniane scomparse. I due fatti, apparentemente del tutto separati, potrebbero però rivelarsi più vicini tra loro di quanto non sembri. Spock e Picard scoprono che dietro tutto c'è la figlia di Tasha Yar, che desidera sì riunificare Romulus con Vulcano, ma con l'annessione di quest'ultimo al servizio dell'Impero Romulano.
- Altri interpreti: Leonard Nimoy (Spock), Stephen Root (K'Vada), Malachi Throne (senatore Pardek), Norman Large (proconsole Neral), Daniel Roebuck (Jaron), William Bastiani (Omag), Susan Fallender (Shalote), Denise Crosby (comandante Sela), Vidal Peterson (D'Tan), Harriet Leider (Amarie), Shanna O'Brien e Heather Long (ragazze di Omag)
- All'inizio di questo episodio viene riproposta la schermata in memoria di Gene Roddenberry, già vista nell'episodio precedente.

## Uno strano visitatore
- Titolo originale: A Matter of Time
- Diretto da: Paul Lynch
- Scritto da: Rick Berman

### Trama
Data Stellare 45349.1. Mentre si sta lavorando per aiutare Penthara IV, la cui atmosfera è stata danneggiata dalla collisione con un asteroide, l'Enterprise D viene visitata da Rasmussen, che si presenta come uno storico del XXVI secolo che ha viaggiato nel tempo per studiare le attività dell'equipaggio. Rifiutandosi di rispondere a domande sul futuro, Rasmussen osserva mentre l'equipaggio cerca di salvare il pianeta. Quando Picard deve prendere una decisione che potrebbe distruggere qualsiasi forma di vita sul pianeta o salvarle tutte, chiede a Rasmussen di riportargli quello che cita la storia sull'esito della missione dell'Enterprise, ma il viaggiatore evita attentamente di rispondere. La sparizione misteriosa di molti oggetti tecnologici fanno scoprire la verità: Rasmussen viene dal XXII secolo, dove ha rubato la navicella temporale a un viaggiatore del tempo, e la usa per fare incetta di tecnologia per il suo tempo non ancora inventata per arricchirsi. Picard farà arrestare l'impostore pochi istanti prima che la navicella, programmata per saltare indietro nel tempo, parta con lui e con Data a bordo.
- Altri interpreti: Matt Frewer (Berlingoff Rasmussen), Stefan Gierasch (dottor Hal Moseley), Sheila Franklin (Felton) e Shay Garner (scienziato)

## L'onda soliton
- Titolo originale: New Ground
- Diretto da: Robert Scheerer
- Scritto da: Sara Charno e Stuart Charno (soggetto); Grant Rosenberg (sceneggiatura)

### Trama
Data Stellare 45376.3. L'Enterprise D sta partecipando a un test di un nuovo tipo di propulsione basato sulla generazione di un'onda soliton che una nave stellare sarebbe in grado di cavalcare come una tavola da surf e che renderebbe obsoleta la propulsione a curvatura. Mentre si concludono i preparativi per il test, Worf riceve un messaggio dalla madre Helena che comunica che lei e Alexander stanno per arrivare in visita. Quando vengono trasportati a bordo, Helena lascia a Worf la custodia del figlio, dicendogli che ha bisogno del padre: Alexander è spesso disobbediente e bugiardo, cosa provata dal fatto che, dopo esser stato iscritto alla scuola della nave, ha rubato un modello in una visita di istruzione. Dopo un primo inizio turbolento, padre e figlio impareranno a iniziare a comunicare.
- Altri interpreti: Brian Bonsall (Alexander Roženko), Georgia Brown (Helena Roženko), Sheila Franklin (Felton), Richard McGonagle (dottor Ja'Dar), Jennifer Edwards (Lowry Kyle) e Majel Barrett-Roddenberry (voce del computer)

## Un eroe da imitare
- Titolo originale: Hero Worship
- Diretto da: Patrick Stewart
- Scritto da: Hilary J. Bader (soggetto); Joe Menosky (sceneggiatura)

### Trama
Data Stellare 45397.3. Durante le indagini sulla scomparsa della Vico, l'equipaggio dell'Enterprise D ritrova il vascello seriamente danneggiato e alla deriva nei pressi dell'Ammasso Nero. Il solo sopravvissuto, il giovane Timothy, viene recuperato da Data e rappresenta l'unico testimone per scoprire cosa sia successo alla nave, dal momento che i diari di bordo sono danneggiati. Timothy prova a emulare la carenza di emozioni di Data, tentando in tal modo di sconfiggere le emozioni confuse che lo affliggono, ma presto smette di raccontare la verità su quanto è successo. Quando l'Enterprise si ritrova a fronteggiare l'onda dell'Ammasso Nero, rischiando di fare la stessa fine della Vico, i ricordi del ragazzo fortunatamente verranno a galla e saranno d'aiuto a Picard e agli altri per uscire indenni dalla situazione.
- Altri interpreti: Joshua Harris (Timothy), Sheila Franklin (Felton), Harley Venton (Hutchinson) e Steven Einspahr (insegnante)

## Violenze mentali
- Titolo originale: Violations
- Diretto da: Robert Wiemer
- Scritto da: Shari Goodhartz, T. Michael Gray e Pamela Gray(soggetto), Pamela Gray e Jeri Taylor (sceneggiatura)

### Trama
Data Stellare 45429.3. Un gruppo di Ulliani, due anziani e un giovane figlio di uno di essi, visita l'Enterprise D per condividere il loro dono unico di sondare le menti e riportare a galla delle parti perdute della memoria. Durante la visita, Troi si ricorda di uno dei suoi primi incontri con Riker, ma la sua mente viene invasa dall'immagine di uno degli Ulliani. La dottoressa Crusher trova Deanna in coma e lei stessa e Riker saranno le vittime successive. Data e Geordi indagano sulle possibili cause che hanno portato i loro compagni al coma, per scoprire che il loro stato non è causato da alcuna malattia. Quando Deanna si sveglia, non ricorda niente; il giovane Ulliano, col permesso di Picard e Troi, le sonda la mente e lei ricorda di essere stata aggredita mentalemente dal padre del giovane, che viene arrestato. Le indagini di Geordi e Data portano alla luce fatti analoghi su altri pianeti e le indagini portano a smasherare il vero colpevole, il giovane Ulliano.
- Altri interpreti: David Sage (Tarmin), Ben Lemon (Jev), Rosalind Chao (Keiko Ishikawa), Eve H. Brenner (Inad), Craig Benton (Davis), Rick Fitts (dottor Martin), Doug Wert (Jack R. Crusher) e Majel Barrett-Roddenberry (voce del computer)

## Una società perfetta
- Titolo originale: The Masterpiece Society
- Diretto da: Winrich Kolbe
- Scritto da: James Kahn (soggetto), Adam Belanoff (soggetto); Adam Belanoff Michael Piller (sceneggiatura)

### Trama
Data Stellare 45470.1. Seguendo il percorso di alcuni detriti di stelle diretti in zone di spazio ancora inesplorate, l'Enterprise D scopre su Moab IV, un pianeta sul percorso dei detriti, una colonia di Umani alterati geneticamente: ognuno di loro è stato creato in modo biologicamente perfetto e con un compito ben preciso all'interno della società; inoltre nessuno di loro è mai venuto a contatto con altre specie e non ha mai viaggiato nello spazio. Sebbene il consigliere Benbeck sia ostile all'idea di introdurre degli stranieri, Conor, il leader della colonia, permette a un gruppo di sbarco dell'Enterprise di visitare Moab IV. Tra Deanna e Conor si instaura subito un rapporto di simpatia, mentre Hannah Bates lavora con Geordi per cercare di trovare una soluzione al problema: forse deviando gli enormi ammassi di detriti potrebbero evitare l'evacuazione della colonia. La manovra riesce e Hannah dovrebbe tornare sul suo pianeta, ma lei chiede asilo a Picard: vuole esplorare altri mondi e ben presto altri vogliono aggregarsi. Picard si ritroverà davanti alle conseguenze della loro ingerenza in una società che prima del loro arrivo era in perfetto equilibrio.
- Altri interpreti: John Snyder (Aaron Conor), Dey Young (Hannah Bates), Ron Canada (Martin Benbeck) e Sheila Franklin (Felton)

## Amnesia
- Titolo originale: Conundrum
- Diretto da: Les Landau
- Scritto da: Paul Schiffer (soggetto); Barry Schkolnick (sceneggiatura)

### Trama
Data Stellare 45494.2. Investigando su una possibile indicazione dell'esistenza di una forma di vita, l'Enterprise D entra in contatto con un'astronave sconosciuta. Poco dopo, tutto l'equipaggio perde il ricordo della propria identità, di quella dei propri compagni e anche i dati biografici memorizzati sul computer sono stati cancellati; tuttavia ognuno possiede ancora tutte le capacità relative alla propria mansione. Geordi riesce a ricostruire parte della memoria cancellata del computer, secondo il quale l'Enterprise ha il compito di distruggere la base dell'Alleanza Lysiana, con la quale la Federazione è in guerra da anni. Tutto si rivela essere un'abile manovra da parte dei nemici dei Lysiani, che con queste manipolazioni tentano di distruggere una specie tutto sommato innocua; saranno gli scrupoli di Picard a eseguire gli ordini di distruzione della base dell'Alleanza a smascherare uno degli alieni che si era abilmente nascosto tra l'equipaggio camuffandosi da ufficiale di plancia.
- Altri interpreti: Michelle Forbes (Ro Laren), Liz Vassey (Kristin), Erich Anderson (Keiran MacDuff), Erick Weiss (marinaio) e Majel Barrett-Roddenberry (voce del computer)

## Gioco di potere
- Titolo originale: Power Play
- Diretto da: David Livingston
- Scritto da: Paul Ruben, Maurice Hurley (soggetto); René Balcer, Herbert Wright e Brannon Braga (sceneggiatura)

### Trama
Data Stellare 45571.2. Durante lo svolgimento delle indagini su un segnale di soccorso proveniente da Mab-Bu VI, un pianeta nei pressi dell'ultima posizione nota della USS Essex, l'Enterprise D invia lo shuttle Campbell attraverso l'atmosfera tempestosa del pianeta con a bordo Riker, Troi e Data; lo shuttle è costretto a un atterraggio di emergenza e nell'incidente Riker si rompe un braccio. Grazie a un intensificatore, O'Brien riesce a teletrasportarsi sul pianeta in modo da poter recuperare il gruppo, ma tutti e quattro vengono colpiti da una scarica luminosa e delle misteriose entità di pura energia entrano in Data, Troi e O'Brein i quali, una volta a bordo, prendono il controllo dell'Enterprise. I tre "spiriti" cercano di far credere a Picard che sono le anime sopravvissute del naufragio della Essex; in realtà sono delle forme di vita che furono separate dai loro corpi e confinate secoli prima su Mab-Bu VI, che non è altro che una colonia penale. Picard, preso in ostaggio insieme a Worf e a Keiko, porta i tre alieni in una stiva di carico in modo che le entità possano teletrasportare a bordo anche gli altri galeotti, ma la consapevolezza che il capitano è pronto a far saltare il portellone della stiva, sacrificando se stesso e gli altri che sono con lui pur di liberare la nave, fa desistere i tre alieni, che "liberano" Deanna, Miles e Data e accettano di tornare sul pianeta.
- Altri interpreti: Michelle Forbes (Ro Laren), Colm Meaney (Miles O'Brien), Rosalind Chao (Keiko Ishikawa), Ryan Reid (addetto al teletrasporto), Lorine Mendell (amica di Keiko), Patricia Tallman (ufficiale della sicurezza), Majel Barrett-Roddenberry (voce del computer)

## Questione di etica
- Titolo originale: Ethics
- Diretto da: Chip Chalmers
- Scritto da: Sara Charno e Stuart Charno (soggetto); Ronald D. Moore (sceneggiatura)

### Trama
Data Stellare 45587.3. A causa della caduta di alcuni contenitori, Worf rimane paralizzato dal bacino in giù e la dottoressa Crusher rileva che i danni subiti non sono curabili. Secondo la dottoressa Russell, in visita all'Enterprise D, questa è un'ottima occasione per sperimentare una nuova tecnica di analisi del DNA che permette di replicare interi organi del paziente. La dottoressa Crusher non è assolutamente d'accordo e impedisce a Russell di effettuare l'operazione. Quando Worf, convinto che la vita da invalido sia un disonore per lui e la sua famiglia, tenta di convincere Riker ad aiutarlo a suicidarsi, la dottoressa Crusher decide di lasciar tentare a Russell il ripristino della colonna vertebrale di Worf.
- Altri interpreti: Caroline Kava (Toby Russell), Patti Yasutake (infermiera Alyssa Ogawa), Brian Bonsall (Alexander Roženko)

## Il diritto di essere
- Titolo originale: The Outcast
- Diretto da: Robert Scheerer
- Scritto da: Jeri Taylor

### Trama
Data Stellare 45614.6. Mentre sta aiutando i J'naii, una specie aliena androgina, nella ricerca di una navetta spaziale dispersa, l'equipaggio dell'Enterprise D scopre un'anomalia spaziale da cui non può sfuggire alcuna emissione di energia. Riker e Soren, uno J'naii, si dirigono con una navetta verso l'anomalia per compiere alcune indagini; durante il viaggio Soren riesce a mettere a disagio Riker a causa della sua curiosità per la sessualità umana, poiché tra la sua gente non ci sono maschi e femmine, e afferma che il modo di vivere le relazioni come fanno gli Umani sarebbe considerato ripugnante tra la sua gente, al punto che coloro che vengono scoperti vengono costretti a "curarsi", subendo un non precisato lavaggio del cervello che li rende di nuovo socialmente accettabili e senza preferenze di genere. Mentre stanno preparando un'altra spedizione, Soren rivela a Riker di far parte di un gruppo di fuorilegge che parteggia per la distinzione sessuale presente un tempo anche nella loro società e, in particolare, Soran dichiara di percepire se stessa come femmina. Dopo aver recuperato lo shuttle dei J'naii, l'equipaggio dell'Enterprise viene invitato ai festeggiamenti sul loro pianeta durante i quali Riker e Soren approfondiscono ancor di più la loro relazione, ma vengono scoperti. Nonostante William cerchi di impedirlo, Soran viene costretta a sottoporsi a un processo di riconversione, che la restituisce a Riker come una creatura asessuata e del tutto convinta di quanto fosse disgustoso il suo modo di pensare precedente.
- Altri interpreti: Melinda Culea (Soren), Callan White (Krite) e Megan Cole (Noor)

## Circolo chiuso
- Titolo originale: Cause and Effect
- Diretto da: Jonathan Frakes
- Scritto da: Brannon Braga

### Trama
Data Stellare 45652.1.
I motori subiscono un grave danno a causa di una collisione e Picard ordina l'evacuazione immediata dell'Enterprise, ma è troppo tardi: il nucleo di curvatura cede e la nave esplode.
La dottoressa Beverly sta giocando a poker con Data, Worf e William quando viene chiamata per recarsi in infermeria a prestare assistenza a Geordi che ha un problema al visore; tutta la vita a bordo della nave sembra regolare, ma qualcuno comincia ad avvertire una strana sensazione di déjà vu, quando improvvisamente l'Enterprise scopre una misteriosa nube da cui esce una nave stellare della Federazione che li urta, provocando un danno ai motori e la conseguente distruzione della nave.
I quattro stanno di nuovo giocando a poker e la sensazione di aver vissuto già quell'esperienza, unita al fatto che Geordi si reca in infermeria per un problema al visore, non fa che infittire il mistero.
Man mano che la scena si ripete essi scopriranno che l'esplosione del motore a curvatura sta creando un anello temporale; dopo numerosi loop Data troverà il modo di comunicare con il sé stesso pre-collisione per fare in modo di rompere il circolo vizioso: all'Enterprise sarà sufficiente non manovrare per essere superata dalla nave diretta contro di essa.
Una volta finalmente evitata la collisione, Picard e il suo equipaggio scoprono che sono passati 17 giorni dall'entrata nel loop temporale; con loro grande sorpresa scopriranno anche che la nave con cui collidevano era la USS Bozeman, intrappolata da ottant'anni nel loop temporale senza averne avuto coscienza.
- Altri interpreti: Michelle Forbes (Ro Laren), Patti Yasutake (Alyssa Ogawa) e Kelsey Grammer (Morgan Bateson)

## Il primo dovere
- Titolo originale: The First Duty
- Diretto da: Paul Lynch
- Scritto da: Ronald D. Moore e Naren Shankar

### Trama
Data Stellare 45703.9. L'Enterprise D si sta dirigendo verso la Terra in modo che Picard possa effettuare il discorso per i festeggiamenti del congedo dei cadetti dell'Accademia della Flotta. Mentre l'equipaggio sta osservando le evoluzioni aeree della squadra Nova, l'élite dei piloti dell'Accademia di cui fa parte anche Wesley Crusher, giunge la notizia che cinque velivoli della squadra Nova si sono scontrati durante un'esercitazione e che uno dei piloti è morto. Il leader della squadra, Locarno, supportato da Wesley e dagli altri cadetti, afferma che la colpa dell'incidente è di Joshua Albert, il cadetto morto. Numerose lacune faranno intuire a Picard la verità: Locarno aveva convinto i suoi compagni a provare una pericolosissima e spettacolare acrobazia, peraltro vietata da quasi un secolo perché aveva provocato la morte dei piloti; se fosse riuscita il giorno del diploma, avrebbe consacrato tutti e cinque i piloti come delle autentiche leggende. Picard mette Wesley alle strette dicendogli che deve dire la verità, altrimenti lo farà lui. Il ragazzo è preso tra due fuochi: la lealtà verso i compagni e il senso di colpa. Prevarrà quest'ultimo: Locarno verrà espulso e Wesley e gli altri tre cadetti dovranno ripetere l'anno, senza contare che davanti a Wesley si apre un periodo difficile, poiché ha fatto la "spia" e la cosa non gli verrà perdonata dai compagni di corso.
- Guest star: Wil Wheaton (Wesley Crusher), Jacqueline Brookes (retroammiraglio Brand)
- Altri interpreti:  Ray Walston (Boothby), Robert Duncan McNeill (Nicholas Locarno), Ed Lauter (ten. com. Albert), Richard Fancy (capitano Satelk), Walker Brandt (Jean Hajar), Shannon Fill (Sito Jaxa) e Richard Rothenberg (cadetto)

## Il prezzo della vita
- Titolo originale: Cost of Living
- Diretto da: Winrich Kolbe
- Scritto da: Peter Allan Fields

### Trama
Data Stellare 45733.6. Lwaxana Troi ha deciso di sposarsi con un ambasciatore alieno con il quale ha solo avuto un rapporto epistolare e che non ha mai incontrato, e ha deciso di celebrare le sue nozze a bordo dell'Enterprise D. Il suo arrivo non fa che creare, come al solito, scompiglio nella vita di tutti, in particolare di Worf che sta cercando di insegnare al figlio Alexander a essere responsabile, solo che per il piccolo non è facile resistere agli inviti di Lwaxana a trascorrere tempo sul ponte ologrammi a divertirsi. L'arrivo del promesso sposo, un signore distinto, ma molto pomposo e pedante, unitamente al tempo di svago passato con Alexander, farà capire alla donna che non deve sposarsi per forza solo perché ha paura di restare sola. Farà letteralmente scappare lo sposo, indignato, quando si presenterà alla cerimonia di nozze completamente nuda (come d'uso su Betazed), anziché con addosso l'abito tradizionale che l'uomo aveva scelto per lei.
- Altri interpreti: Majel Barrett-Roddenberry (Lwaxana Troi e voce del computer), Brian Bonsall (Alexander Roženko), Carel Struycken (Homn), Tony Jay (ministro Campio), Patrick Cronin (Erko), David Oliver (giovane uomo), Albie Selznick (giocoliere), Tracey D'Arcy (giovane donna), George Ede (poeta) e Christopher Halsted (primo studente)

## La donna perfetta
- Titolo originale: The Perfect Mate
- Diretto da: Cliff Bole
- Scritto da: René Echevarria e Gary Perconte (soggetto); Gary Perconte e Michael Piller (sceneggiatura)

### Trama
Data Stellare 45761.3. L''Enterprise D deve trasportare un ambasciatore con un dono di pace molto speciale da recare al popolo antagonista come fine delle ostilità tra le loro genti, i Krios e i Valt Minore. L'ingerenza di due Ferengi, molto interessati a questo dono, provocano l'apertura anticipata del regalo: contiene una bellissima ragazza, scelta ed educata a compiacere l'uomo a cui è promessa. Il dono è molto prezioso perché le donne Krios sono rarissime e sono geneticamente portate per recare piacere al loro compagno. Il problema è che la giovane si innamora di Picard, che tenta di resisterle senza molto successo. Nonostante la ragazza abbia avuto la possibilità di intravedere come sarebbe potuta essere la sua vita da donna libera, compie il proprio dovere e andrà in sposa al rappresentante dei Valt Minore.
- Altri interpreti: Famke Janssen (Kamala), Tim O'Connor (ambasciatore Briam), Max Grodénchik (Par Lenor), Mickey Cottrell (cancelliere Alrik), Michael Snyder (Qol), April Grace (Maggie Hubbell),  David Paul Needles, Roger Rignack, Charles Gunning (minatori) e Majel Barrett-Roddenberry (voce del computer)

## Un'amica immaginaria
- Titolo originale: Immaginary Friend
- Diretto da: Gabrielle Beaumont
- Scritto da: Jean Louise Matthias, Ronald Wilkerson e Richard Fliegel (soggetto); Edithe Swensen e Brannon Braga (sceneggiatura)

### Trama
Data Stellare 45852.1. Clara, la bambina di un nuovo ufficiale assegnato all'Enterprise D, si sente sola e si inventa un'amica immaginaria di nome Isabella. Quando l'astronave, bloccata in una strana nebulosa, inizia a perdere energia, Isabella prende forma ma solo agli occhi di Clara: insieme, soprattutto su idea della bimba immaginaria, iniziano a curiosare in giro per la nave, anche in posti che non dovrebbero, e Clara si prende la colpa perché nessuno crede all'esistenza di Isabella. Quando la bimba, stufa dei rimproveri e spronata da Deanna a fare qualcosa senza Isabella, cerca di "abbandonare" l'amica, ella si arrabbia e inizia a provocare incidenti. Poiché anche Worf in un'occasione ha visto la bambina misteriosa, Picard indaga e scopre che è una forma di vita aliena che si era affezionata a Clara e non voleva che lei fosse sempre costretta dagli adulti a fare cose che non voleva. Picard le spiegherà che ciò fa parte del normale processo educativo di un bambino e tranquillizza Isabella. Era inoltre sempre lei che teneva bloccata l'Enterprise, perché nella nebulosa in cui vive scarseggia l'energia e Isabella la voleva sottrarre all'astronave. Dato che l'energia è una cosa che ai sistemi dell'Enterprise non manca, Picard gliene fa dono in gran quantità come segno di pace e Isabella in cambio libera l'astronave, anche se dovrà dire addio a Clara.
- Altri interpreti: Brian Bonsall (Alexander Roženko), Noley Thornton (Clara Sutter), Shay Astar (Isabella), Jeff Allin (Daniel Sutter), Whoopi Goldberg (Guinan), Patti Yasutake (infermiera Alyssa Ogawa) e Sheila Franklin (Felton)

## Io, Borg
- Titolo originale: I, Borg
- Diretto da: Robert Lederman
- Scritto da: René Echevarria

### Trama
Data Stellare 45854.2. L'Enterprise D sta esplorando l'ammasso Argolis, quando intercetta una richiesta di aiuto; Riker viene inviato con una squadra a investigare e trova una nave esplorativa borg con un unico sopravvissuto, che viene trasportato sulla nave. Appena Picard lo vede, riaffiorano i ricordi del trattamento subito dai Borg e questi discute sull'opportunità di salvare il Borg con Guinan, la cui specie ha subìto una diaspora a causa dei Borg e pertanto non è ben disposta nei confronti del drone. Picard inoltre vorrebbe riprogrammare il drone con un virus in modo da rimandarlo nella collettività e distruggere i Borg dall'interno. Geordi intanto riesce a costruire un campo di forza entro il quale racchiudere il Borg per evitare che contatti il suo collettivo. Il Borg, separato dal collettivo, comincia a sviluppare un senso di individualità, tanto da accettare anche un nome, Tugh, cosa che rende più difficile a Geordi e agli altri trattarlo come un nemico. Guinan va a trovare il Borg, che le parla come un individuo, e l'El-Auriana inizia ad avere dubbi; parla quindi a Picard, che non ha mai incontrato il Borg. Il capitano lo incontra e il colloquio non va come Picard sperava: il capitano credeva di trovare convinzioni in quello che sta facendo ma il Borg, pur riconoscendo in Picard Locutus, dichiara di chiamarsi Tugh e che Geordi è un suo amico (e non lo vuole assimilare). Picard offre un'alternativa a Tugh: restare con loro o tornare alla collettività; nonostante la recuperata individualità, Tugh sceglie di tornare con la sua gente: Picard spera che quando tornerà nella collettività, il germoglio di consapevolezza come individuo possa innescare qualcosa nei Borg.
- Altri interpreti: Jonathan Del Arco (Tre di Cinque/Tugh), Whoopi Goldberg (Guinan)

## Un'altra dimensione
- Titolo originale: The Next Phase
- Diretto da: David Carson
- Scritto da: Ronald D. Moore

### Trama
Data Stellare 45092.4. La Forge e Ro sono dichiarati morti dopo un'operazione di teletrasporto malriuscita da una nave romulana in difficoltà. In realtà sono entrambi stati trasportati in una dimensione parallela nella quale sono invisibili a tutti perché incorporei. Ro è convinta di essere morta e che sia diventata una specie di fantasma, mentre Geordi non ne vuole sapere e desidera capire cosa è successo. Capirà che è stata colpa di un dispositivo dei Romulani e sarà grande la sorpresa di Ro quando il comandante romulano dice di vederla: la prende in ostaggio ma, con l'aiuto di Geordi, riesce a liberarsi. I Romulani hanno manomesso i motori dell'Enterprise D, che esploderà quando entrerà in curvatura. La Forge e Ro faranno in modo da provocare un campo croniton, in modo che Data sia obbligato alla disinfestazione: i due hanno infatti scoperto che quando Data esegue quella pratica, loro diventano temporaneamente corporei; decidono quindi di cercare di palesarsi dove c'è più gente possibile, ossia al loro funerale: riusciranno nel loro intento e i loro compagni provvederanno a rimaterializzarli; a Ro rimarrà il rammarico di non sapere cosa Riker voleva dire di lei al funerale.
- Altri interpreti: Michelle Forbes (Ro Laren), Thomas Kopache (Mirok), Susanna Thompson (Varel), Shelby Leverington (Brossmer), Brian J. Cousins (Parem) e Kenneth Messeroll (McDowell)

## Una vita per ricordare
- Titolo originale: The Inner Light
- Diretto da: Peter Lauritson
- Scritto da: Morgan Gendel (soggetto); Morgan Gendel e Peter Allan Fields (sceneggiatura)

### Trama
Data Stellare 45944.1. Dopo un misterioso incidente con una sonda, Picard si ritrova a vivere la vita di un'altra persona in un pianeta lontano. Mentre sull'Enterprise D la dottoressa Crusher cerca di "scollegare" la mente di Picard, svenuto in plancia, dalla sonda, lui sta vivendo un'intera vita in una sconosciuta civiltà, dove per lui passano anni e anni: inizialmente rifiuta quella realtà, dove ha una moglie, ma poi col trascorrere degli anni l'accetta e col tempo hanno dei bambini, che diventano adulti. Nel frattempo scopre che il pianeta su cui vivono è affetto da problemi ambientali: l'acqua scarseggia e la terra perde progressivamente la capacità di ospitare la vita vegetale. Vorrebbe spargere la voce per incentivare la ricerca, poiché la società in cui vive è tecnologicamente arretrata (non viaggiano ancora nello spazio), ma gli viene impedito. Gli anni passano, Picard rimane vedovo e diventa nonno; sul pianeta non si può più uscire per troppo tempo esponendosi al sole, mentre il suo popolo prova a lanciare un razzo, una sonda-memoriale che trasmetta il ricordo di tutti loro a genti del futuro; rivede tutte le persone che aveva conosciuto al suo arrivo, compresa la moglie morta da anni: gli spiegano che si estinsero più di mille anni prima e che ora lui ha il compito di parlare di loro agli altri, in modo da perpetuare il loro ricordo. Picard si sveglia in plancia: per lui sono passati decenni e inizialmente fatica a ricordare la sua vita di "prima", mentre sull'Enterprise sono trascorsi appena 25 minuti.
- Altri interpreti: Patrick Stewart (Kamin), Daniel Stewart (Batai, figlio di Kamin), Richard Riehle (Batai), Margot Rose (Eline), Jennifer Nash (Meribor), Patti Yasutake (infermiera Alyssa Ogawa) e Scott Jaeck (amministratore)

## Un mistero dal passato(prima parte)
- Titolo originale: Time's Arrow, Part I
- Diretto da: Les Landau
- Scritto da: Joe Menosky (soggetto); Joe Menosky e Michael Piller (sceneggiatura)

### Trama
Data Stellare 45959.1. Degli scavi a San Francisco riportano alla luce la testa di Data la quale, dalla analisi, risulta essere stata abbandonata in quel luogo circa 500 anni prima. Tutti sono sconvolti, eccetto Data, al quale pare chiaro che in futuro incontrerà la propria morte nel passato. Quando l'Enterprise D arriva su un pianeta disabitato dal quale Deanna ha ricevuto la sensazione che ci siano in superficie degli esseri umani, un misterioso incidente trasporta l'androide proprio nel XIX secolo. Qui cercherà il modo di mettersi in contatto con i suoi compagni nel futuro, guadagnandosi il denaro giocando a poker. Lo aiuteranno un giovane Jack London, che lavora come fattorino all'albergo dove dimora Data, e Guinan: la donna infatti era già sulla Terra, ma non lo conosce; visto che però Data è al corrente della sua natura extraterrestre, non esita a credergli e ad aiutarlo. Un curioso e invadente scrittore, Mark Twain, però mette loro i bastoni tra le ruote perché ha scoperto che sono alieni e teme che vogliano conquistare la Terra assoggettando o uccidendo gli Umani. Intanto due strane persone, anch'esse aliene, vanno in giro a uccidere dei senzatetto con una misteriosa arma. 
- Altri interpreti: Jerry Hardin (Samuel Langhorne «Mark Twain» Clemens), Whoopi Goldberg (Guinan), Michael Aron (Jack London), Sheldon Peters Wolfchild (Joe Falling Hawk), Marc Alaimo (Frederick La Rouque), Michael Hungerford (Roughneck), Jack Murdock (mendicante), Milt Tarver (scienziato), Ken Thorley (marinaio) e Barry Kivel (portiere)